# Пречистовка
Пречистовка (укр. Пречистівка) — село в Волновахском районе Донецкой области Украины.
Население по данным на 2019 год составляло 563 человек.
Протяжность села от первого до последнего дома по ул. Ленина составляет 2,39 км. Имеется школа Ι—ΙΙ ступеней (девятилетка), клуб им. Орджоникидзе. Пречистовка тянется вдоль реки Кашлагач, которая периодически пересыхает.
В селе родился Герой Советского Союза Фёдор Запорожец.
С 4 сентября 2024 находится под российской оккупацией.